# Língua piceno setentrional
O Piceno Setentrional é uma língua antiga, que se acredita ter sido falada em parte do centro-leste da Itália. As evidências da a linguagem consiste em quatro inscrições que datam do primeiro milênio a.C. Três delas, consistem em não mais do que pequenos fragmentos quebrados. Está escrita sob a forma das antigas escritas itálicas. Embora os textos sejam facilmente transliterados, nenhum deles foi traduzido até o momento. Não é possível determinar se está relacionado a qualquer outro idioma conhecido. Apesar do uso atual  de um nome semelhante, não parece este Piceno Setentrional tenha uma relação mais próxima com a língua piceno meridional. O número total de palavras nas inscrições é cerca de 60 e não é mesmo certo que as inscrições estejam em um único idioma.

Distribuição das línguas na Idade do Ferro na Itália no século IV a.C.

O precursor do termo Piceno Setentrional foi concebido por Joshua Whatmough in  Prae-Italic Dialects of Italy , 1933, num catálogo de textos itálicos. Embora nenhum dos tipos de texto possa ser lido com alguma confiabilidade, ele distinguiu seis inscrições itálicas do centro-leste e as demais do sul. O Piceno Norte mais tarde perdeu três e ganhou um texto. Antes disso, todas as inscrições tinham sido agrupadas sob uma variedade de nomes, ditas como "Sabéllicas."

## Corpus
O corpus das inscrições de Piceno norte consiste em quatro itens gravados com letras e decoração semelhantes, uma de origens arqueológicas conhecidas e as demais adquiridas fora do contexto, mas ase acredita serem da mesma localização e data. O site conhecido é a escavação no cemitério Servici em Novilara, uma vila vários quilômetros ao sul de Pesaro.

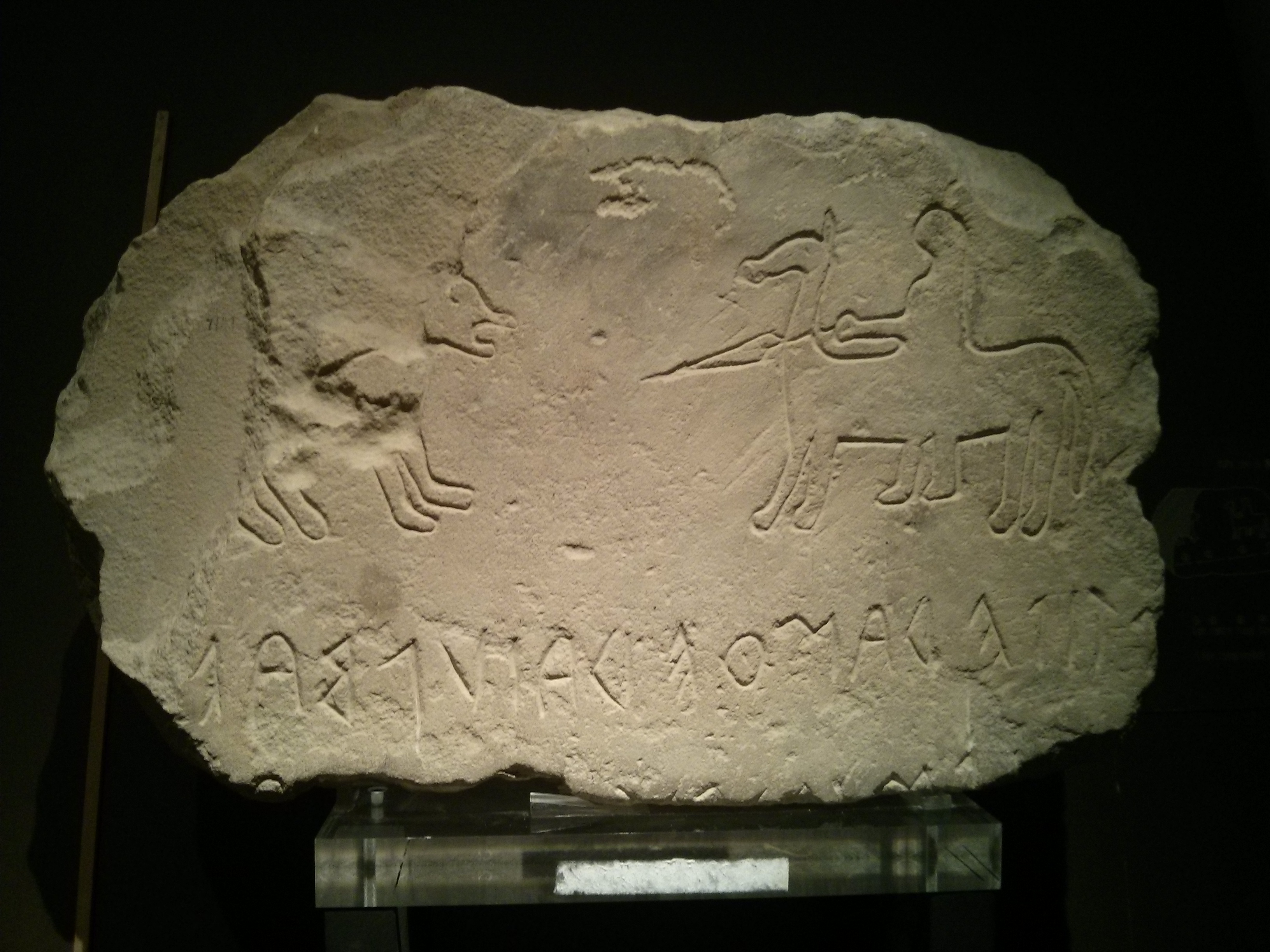
Estela de Novilara, Ancona - Museo Archeologico Nazionale delle Marche

Todos os quatro itens são estelas ou fragmentos de stelas. Os estudiosos italianos adotaram o hábito de chamá-las de Novilara Stelai. "A Novilara Stele" geralmente se refere à maior das quatro. Para uma estela com letras é adicionada uma sem letras, mas inscrito na cena de uma batalha naval. É mantida em Pesaro, onde serviu de modelo para um navio Piceno reconstruído.
Novilara foi "escavada" desde meados do século XIX. Naqueles dias, a escavação não era científica, sem preocupação com a devida estratigrafia. A localização dos objetos não foi registrada. Além do fato de que um objeto veio do site com outros objetos, nenhuma outra informação existe em relação ao mesmo. Se foi “in situ” ou não era de pouca importância. Até a data em que um objeto foi escavado está até agora incerta. Faltam muitos objetos, já que a região, o local e o museu sofreram um século e meio de história, incluindo guerras e ocupações.
Como a linguagem Piceno Setentrional é um caso único desse tipo de linguagem (não tem parentes conhecidos, e a origem das inscrições não está bem estabelecida, mostrando também divergências epigráficas de acordo com a data assumida, há autores que consideram que tais estelas poderiam ser falsificações.
O fragmento cuja data é mais confiável (não muito certa, porém) está no “Museo Oliveriano”, Pesaro, e o número a ele associado é PID 344. Teria sido escavado em 1860, 1863 ou 1895 numa tumba do cemitério Servici. São duas linhas de uma palavra cada – algo comom “lúpeś, mreceert” ou -UPE ś, Mresveat. A data arqueológica é aquela do sítio como um todo, numa janela de tempo entre 800 e 650 a.C. O estilo das letras sugere o final do século VII a.C.e o início do século VI a.C. A data mais provável, portanto, seria cerca de 650 a.C, o final dessa janela associada a Novilara. Foi um tempo de guerras itálicas e etruscas e reis guerreiros durante o Reino de Roma, como cenas marciais em outras estalas e a presença de armas em quase todos os túmulos sugerindo que fossem de homens.
A única longa inscrição conhecida até hoje é incisada numa pedra chamada "Novilara Stele", que está no Museo L. Pigorini, Roma, com o número PID 343. Começa com  mimniś erút .... .  As decorações: espirais, de rodas, osso de arenque e padrões de ziguezague são semelhantes às dos outras. O lado oposto apresenta cenas de caça e batalha. Essa e a Stella Novilara náutica foram adquiridas fora desse contexto provavelmente em 1889 nas proximidades de Novilara; Geralmente, essas são creditadas como tendo sido tirados de lá e como sendo da mesma data.

## Amostra de texto
A inscrição mais conhecida do Piceno Setentrional está numa estela de Novilara (agora no Museu Pigorini de Pré-História e Etnografia, Roma) que data do século VI a.C.:
mimniś erút gaareśtadeś
rotnem úvlin partenúś
polem iśairon tet
śút tratneši krúviś
tenag trút ipiem rotneš
lútúiś θalú iśperion vúl
teś rotem teú aiten tašúr
śoter merpon kalatne
niś vilatoś paten arn
úiś baleśtenag andś et
šút iakút treten teletaú
nem polem tišú śotriś eúś